# Законник на Ешнуна
Законите на Ешнуна или Законникът на Ешнуна са един от най-старите законодателни паметници на Древния Близък изток. Наборът от закони (регламенти), са също така наричани понякога и „Законите на Билалама“ или „Законникът на Билалама“ /по и от името на царя, при чието управление са въведени/.
Законите на Ешнуна са открити при разкопки на 1945-1947 година в Ирак на две глинени плочки с клинописно писмо, които се дублират. Едната от тях е силно повредена, но втората е почти изцяло запазена. Предполага се, че текстовете са дело на обучаващи се писари в преписваческите школи към царския дворец, и вероятно са имали по-стари оригинали. Текстът от двете таблички е почти идентичен, като разликите са само леко в граматиката и в графичното оформление, но не и семантични. Езикът на който са изписани текстовете е старовивалонски диалект на акадския. Табличките се съхраняват в Иракския музей в Багдад.
Законникът на Ешнуна се състои от 61 норми, като последните две правни норми не са възстановени поради деформацията на плочките. Акцентът е поставен върху регулирането на търговските и икономическите отношения в града, както и върху робовладелските правоотношения.
Основните наказания за различни видове простъпки са имуществени, като за тежки престъпления се е предвиждало смъртно наказание. Углавните дела се разглеждали само от царя, който налагал наказанията.